# 베를린 베딩역

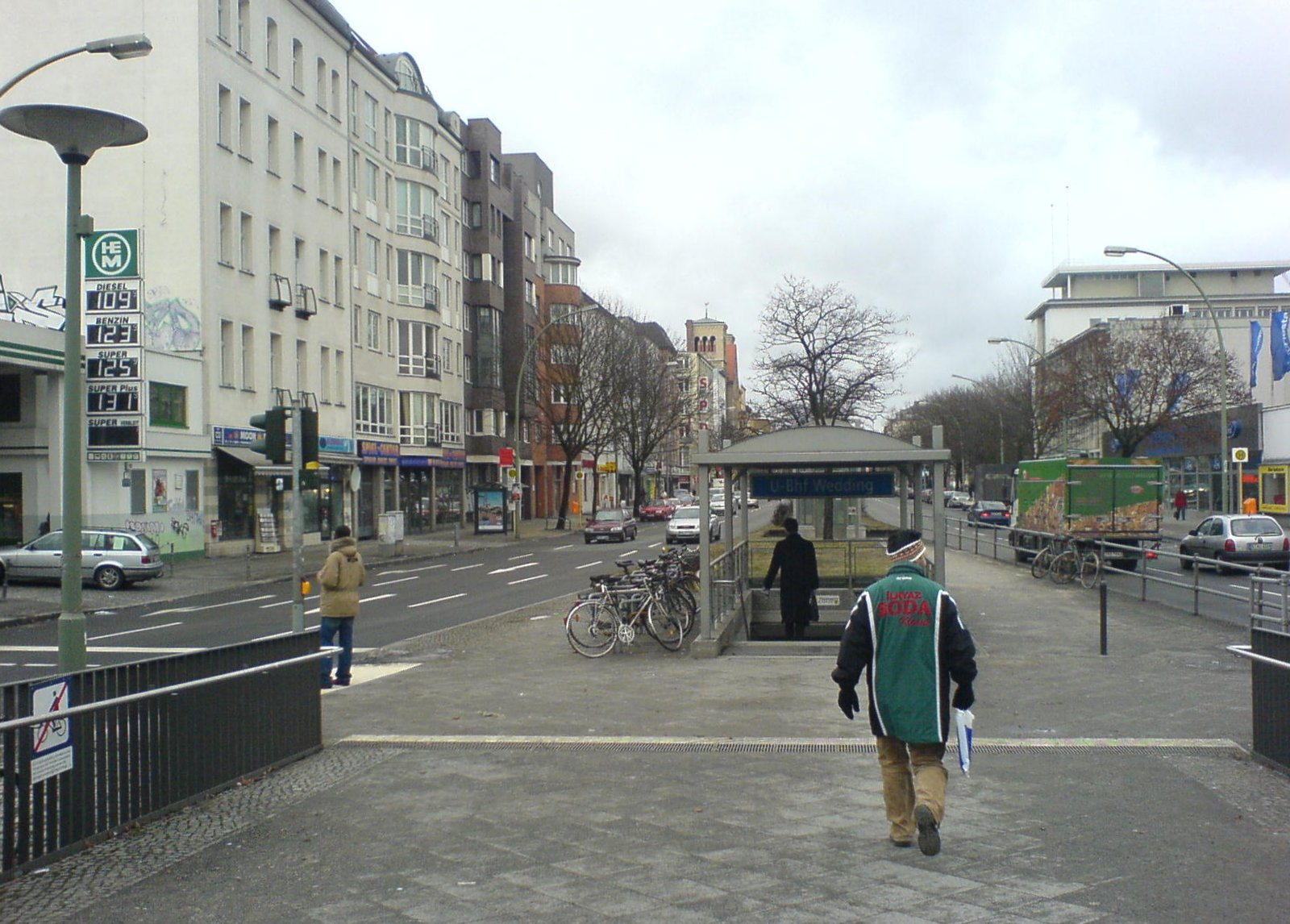
같은 이름의 S반역에서 본 베딩 지하철역 출구

베를린 베딩역(독일어: Bahnhof Berlin-Wedding)은 베를린 미테구 베딩에 있는 베를린 순환선 및 베를린 U6의 철도역이다. 지상에 있는 순환선의 철도역은 베를린 S반의  및  노선이 정차한다. 공사 중인 S21 노선을 통해서 베를린 중앙역과도 연결이 예정되어 있다.

## S반 철도역
S반 철도역은 베를린 순환선 기점 2.5 km 상에 위치해 있으며, 뮐러슈트라세(Müllerstraße) 및 라이니켄도르퍼 슈트라세(Reinickendorfer Straße) 도로 사이에 걸쳐 있다. 승강장 길이는 160 m이다. 철도역 전체, 순환선 진입로, 라이니켄도르퍼 슈트라세 쪽의 역사 건물은 보호 대상으로 지정되어 있다.
1872년 5월 1일에 개업했으며, 베를린 순환선의 초기 역사 중 하나이다. 1889/1890년에 순환선이 고가화되었으며 복선에서 복복선으로 확장되었고, 베를린 도심선과 유사한 양식의 고가교가 건설되었다. 고가 아래에 업무용 시설과 역사가 설치되었다. 1911/1912년에는 뮐러슈트라세 방면 출구가 건설되었다. 1929년 2월 1일부터 전철이 운행하기 시작했고, 1929년 12월 1일에 베를린 S반의 역으로 편입되었다. 세계수도 게르마니아 계획의 일부로 베를린 순환선의 확장과 이 역과 베스트하펜 역 사이에 새로운 베를린 북역을 건설하려고 했으나 실현되지 못했다.
1980년 도이체 라이히스반 파업으로 인하여 1980년 9월 18일부터 S반 영업이 중단되었다. 2002년 6월 15일 베를린 순환선의 마지막 구간이 복구된 이후에야 S반 영업이 다시 시작되었다. 이 날을 기념하기 위해서 역 이름을 따 온 베딩의 날(Wedding Day) 행사가 열렸다. 순환선 복구 과정에서 U6과의 환승 거리를 단축시키기 위해서 역 승강장을 서쪽으로 이설하였다. 동쪽에 있었던 과거의 출입구는 유지되었으나 열차 정차 위치에서는 더 멀어졌다.
2016년 초부터 ZAT-FM이 도입되었다.

## 석탄 화물역
1879년 10월 1일 석탄 배급을 위해서 베딩 석탄 화물역(Kohlenbahnhof Wedding)이 영업을 시작했다. 베딩역의 서쪽에 있는 펜슈트라세(Fennstraße) 상에 있었고, 순환선을 가로질러서 7개의 석탄 하차선과 석탄 저장고가 있었다.

## 지하철역

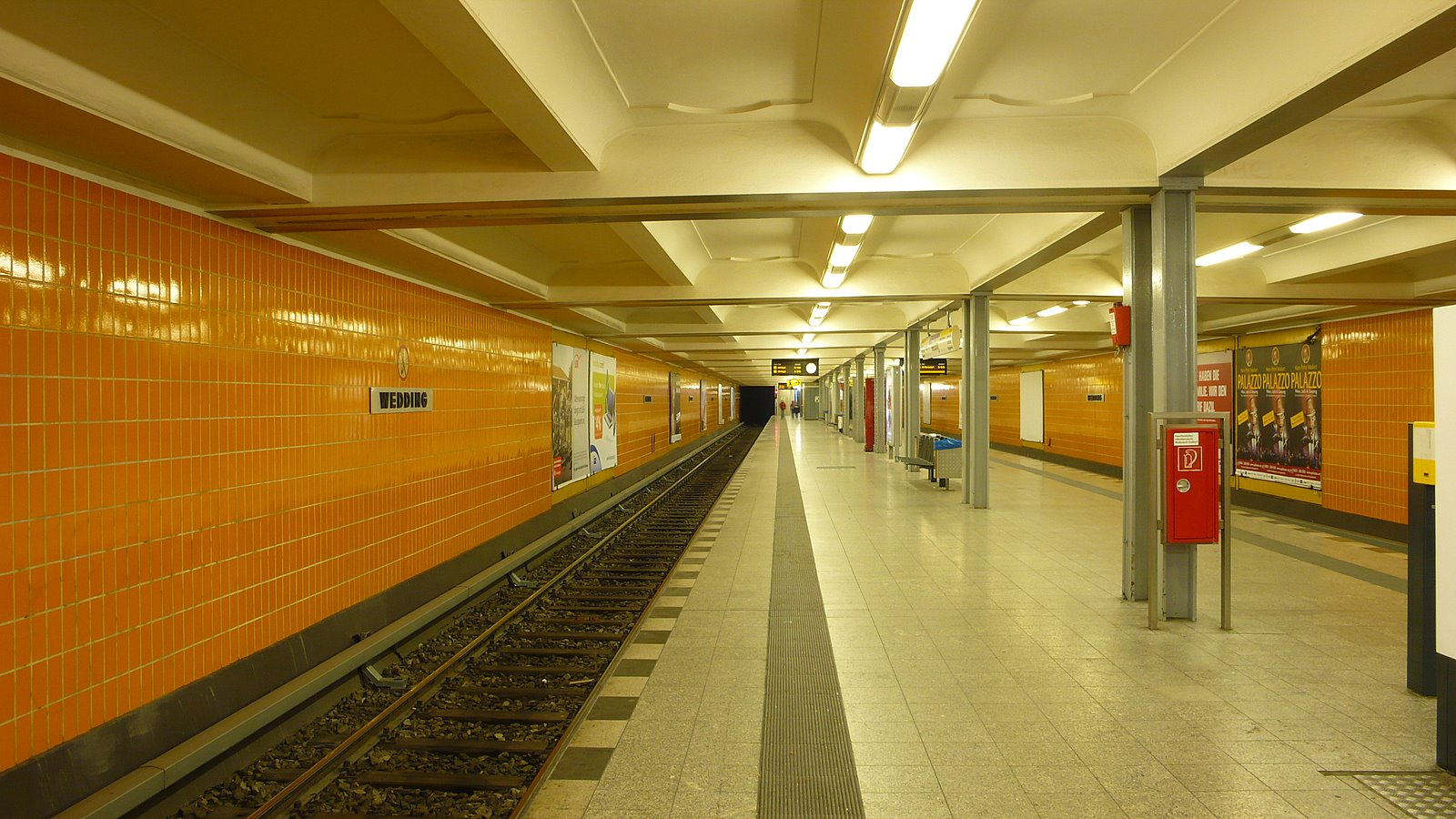
지하철역 승강장

지하철역은 베를린 남북철도(1928년-1966년 동안에는 C선, 이후에는 6호선)의 일부로 건설되었고 1923년 3월 8일 베딩역(Bahnhof Wedding)역으로 개업했다. 승강장은 건설 시기의 건축 양식을 따르고 있다. 초기의 승강장 벽면은 흰색 배경에 녹색 테두리가 있었고, 승강장을 80 m로 증축하면서 아스팔트로 포장했다. 역 북쪽에 단선 회차선이 설치되어 있었고, 5량 편성 BVG B 전동차를 유치할 수 있었다.
1971/1972년에 6량 열차를 운행할 수 있도록 역 남쪽으로 승강장을 30 m 더 확장하여 전체 길이가 110 m가 되었다. 이 시기에 역사 벽면을 오렌지색 타일로 변경하였고 현재까지 유지되고 있다. 이와 함께 역(Bahnhof)이라는 이름이 역 명칭에서 삭제되었다. 역 남쪽에 추가로 6량 편성을 수용 가능한 인상선을 설치하였다.

## 환승
기차는 철도 연결 이외에, 버스 노선이 주간에 두 개(한 개는 계속 운행) 밤에 두 개가 운행된다. 가까운 네텔베크플라츠(Nettelbeckplatz)는 한때 트램 노선의 주요 허브였지만 1958년에 철거되었다.

## 인접 철도역
| 베를린 S반                   | 베를린 S반 | 베를린 S반                                    |
| ---------------------------- | ---------- | --------------------------------------------- |
| 베스트하펜 반시계방향 순환   | S41 · S42  | 게준트브루넨 시계방향 순환                    |
| 베를린 지하철                |            |                                               |
| 레오폴트플라츠 알트테겔 방면 | U6         | 라이니켄도르퍼 슈트라세 알트마리엔도르프 방면 |